# Ambon a druhové
Svatí Ambon a druhové byli mučedníci v Římě, o nichž nemáme žádné informace. V současné době známe jen jména. 
- sv. Ambon
- sv. Kandida
- sv. Kassián
- sv. Filatus
- sv. Jabinus
- sv. Latinus
- sv. Lucius
- sv. Marina
- sv. Rogatus
- sv. Superatus

Jejich svátek se slaví 1. prosince.